# Hallar-Steinn
Hallar-Steinn foi um poeta islandês ativo durante o ano 1200. Ele é mais conhecido pelo seu poema Rekstefja, preservado em Bergsbók e Óláfs saga Tryggvasonar en mesta.
Rekstefja traça a carreira do Rei Olavo Tryggvason desde sua criação na Rússia até sua queda em Svolder. Consiste de 35 versos dróttkvætt. O nome do poema deriva de seu refrão (em nórdico antigo: stef) que consiste em três linhas divididas entre três versos contínuos.